# Steinkiste von Eyre Point
Die Steinkiste von Eyre Point liegt in den Resten eines Cairns etwa 80 m nördlich des Leuchtturms von Eyre Point in East Suishnish im Süden der Hebrideninsel Raasay in Highland in Schottland.
Der weitgehend ausgeraubte Cairn hat 17,0 m Durchmesser und ist 1,0 m hoch. Die West-Ost orientierte Steinkiste ist 1,4 m lang, 1,1 m breit und 1,0 m hoch und besteht aus drei Tragsteinen und dem Deckstein. Der östliche Endstein befindet sich nur 0,2 m über dem Bodenniveau. Der übergroße Deckstein misst 2,4 × 1,9 m und ist 0,4 m dick. Zwei Steine an der Kante im Nordbogen können die Reste eines Randsteinringes sein.
In der Nähe liegen der Menhir und die doppelte Steinreihe von Eyre.